# Wally Osterkorn
Walter Raymond "Wally" Osterkorn (6 de julho de 1928 — 11 de janeiro de 2012) foi um jogador norte-americano de basquete profissional que disputou quatro temporadas na National Basketball Association (NBA).

## Carreira

### Universidade
Disputou quatro temporadas pelo Fighting Illini da Universidade de Illinois, onde obteve média de 8,7 pontos em 71 partidas.

### Profissional
Foi escolhido pelo Chicago Stags na segunda rodada do draft de 1950. No entanto, Wally optou por jogar quatro temporadas, de 1951 a 1955, pelo Syracuse Nationals, com o qual obteve média de 7,0 pontos e 6,0 rebotes por jogo, vencendo um campeonato da NBA na temporada 1954–55.